# Seisenbergklamm

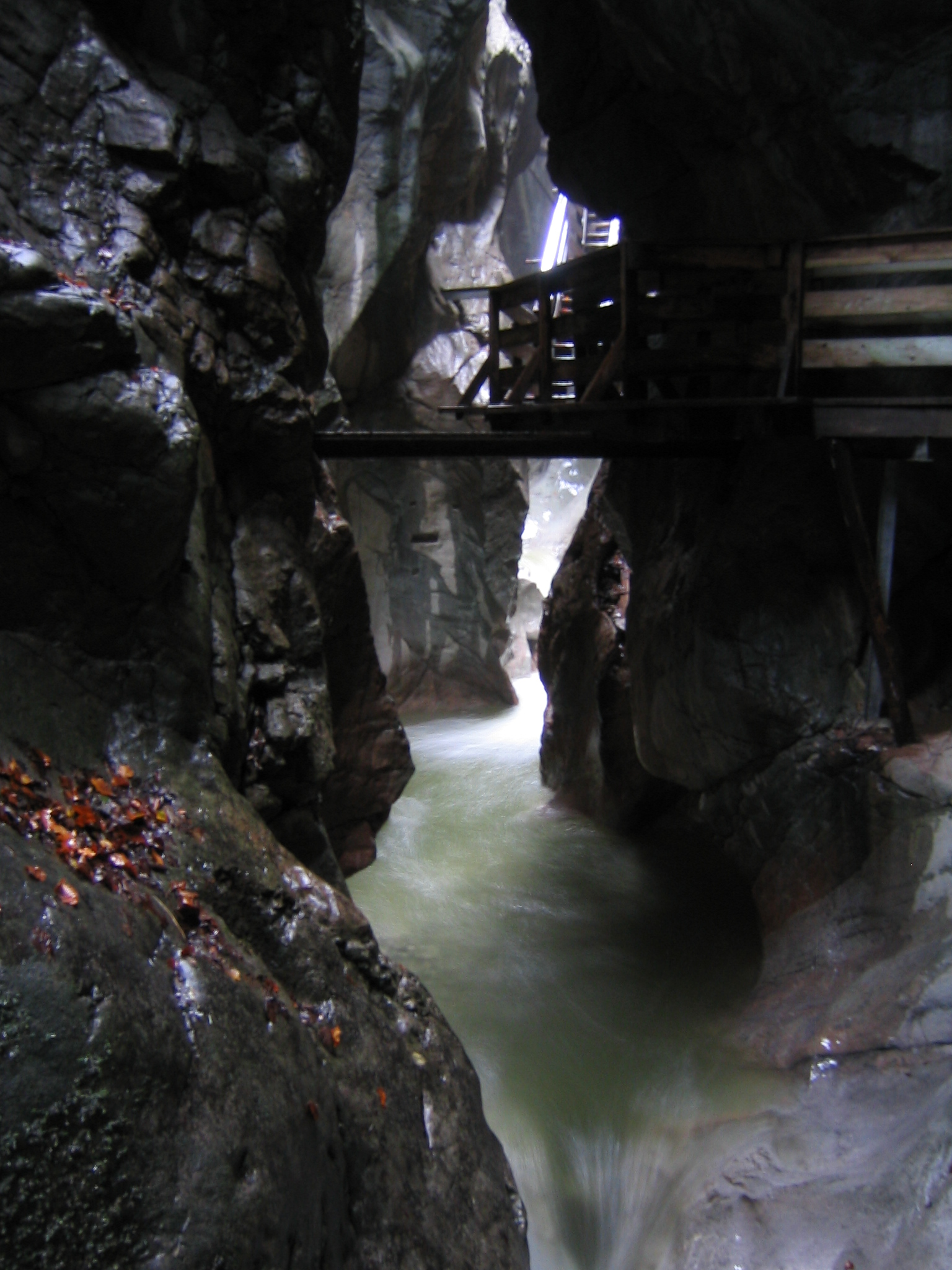
Seisenbergklamm

Die Seisenbergklamm ist eine Klamm des Weißbachs, eines Nebenflusses der Saalach aus dem Steinernen Meer, bei Weißbach bei Lofer im Saalachtal – zwischen Bad Reichenhall und Saalfelden – im Pinzgau, Salzburger Land. Sie liegt großenteils im Distrikt 22 Pürzlbach mit dem Bannwalde im Revier Falleck der Saalforste.

## Entstehung
Die Entstehung des Naturdenkmals Seisenbergklamm begann vor ca. 12.000 Jahren mit dem schmelzenden Eis der letzten Eiszeit. 
Am Höhepunkt der jüngsten Eiszeit (Würmeiszeit) waren weite Teile Salzburgs von einem 1.200 Meter dicken Eisstromnetz bedeckt.

Nach dessen Abschmelzen grub der Weißbach sich sein Bett zuerst durch die mächtigen eiszeitlichen Ablagerungen und dann in den darunter liegenden Kalkfels. Da der Weißbach niemals große Massen an Wasser führte, entstand so über die Jahrtausende diese tiefe schmalwandige Klamm. Auch heute noch gräbt sich der Bach weiter stetig in den Fels.

## Nutzung
Die Seisenbergklamm ist seit dem 19. Jahrhundert begehbar und heute touristisch erschlossen.

## Bilder

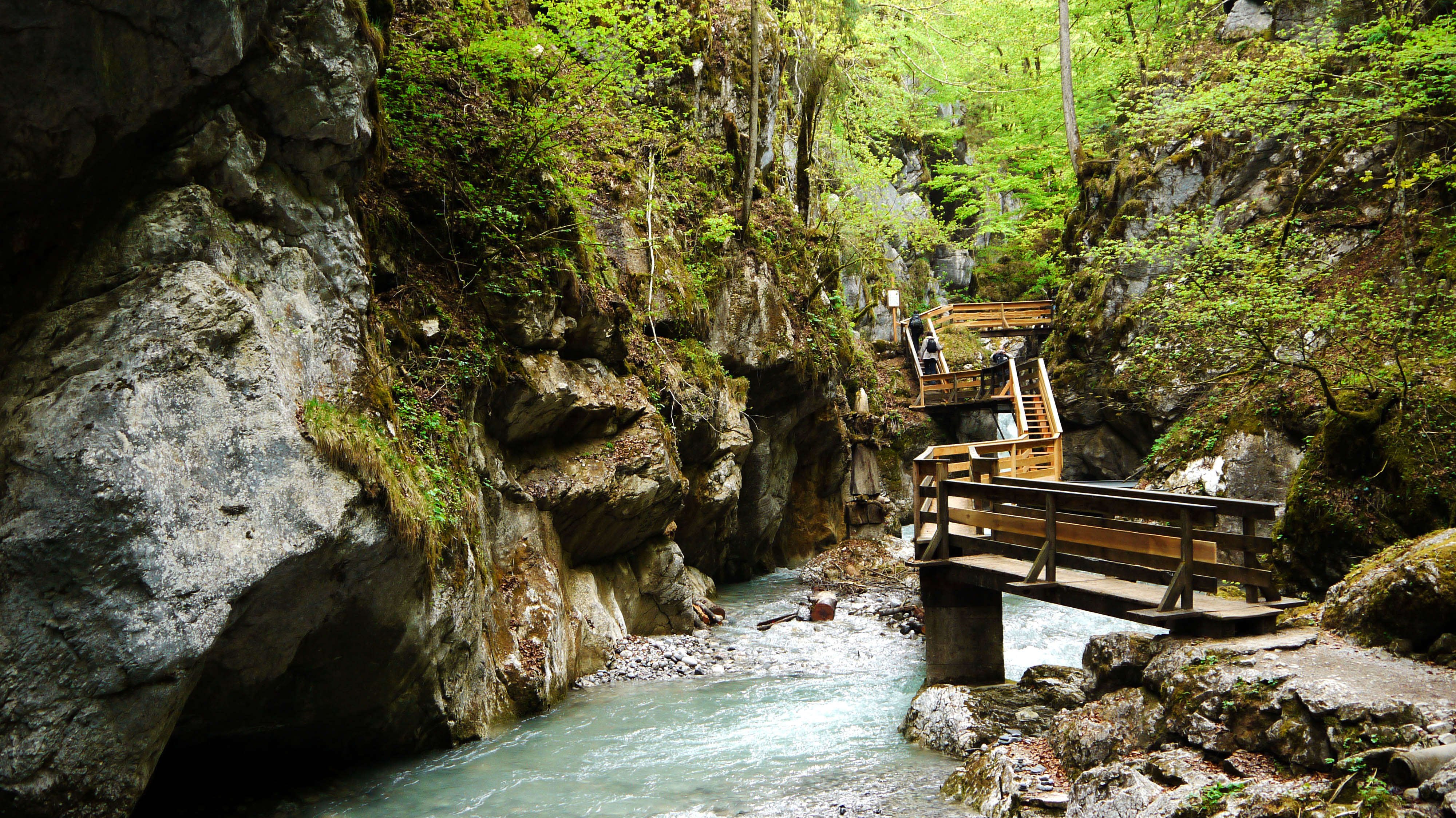
Seisenbergklamm in Weißbach bei Lofer
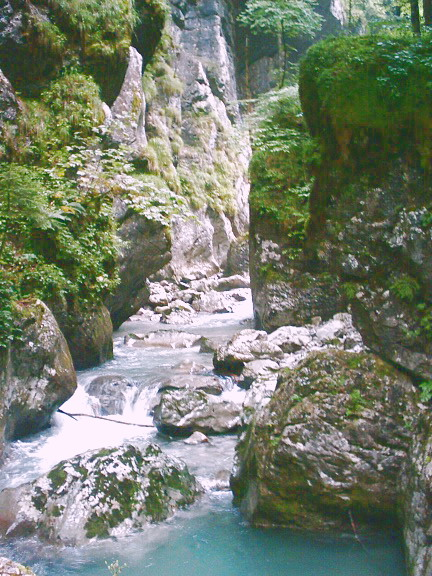
Seisenbergklamm
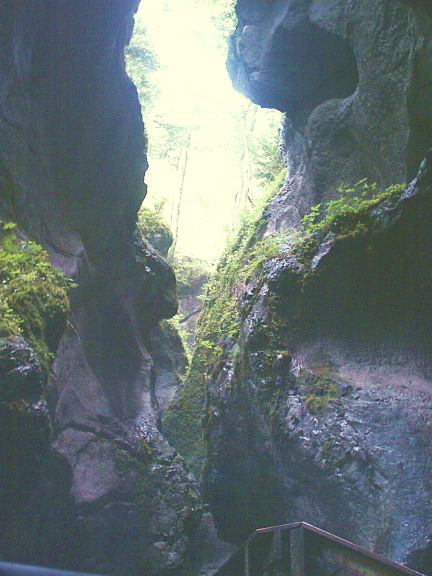
Seisenbergklamm
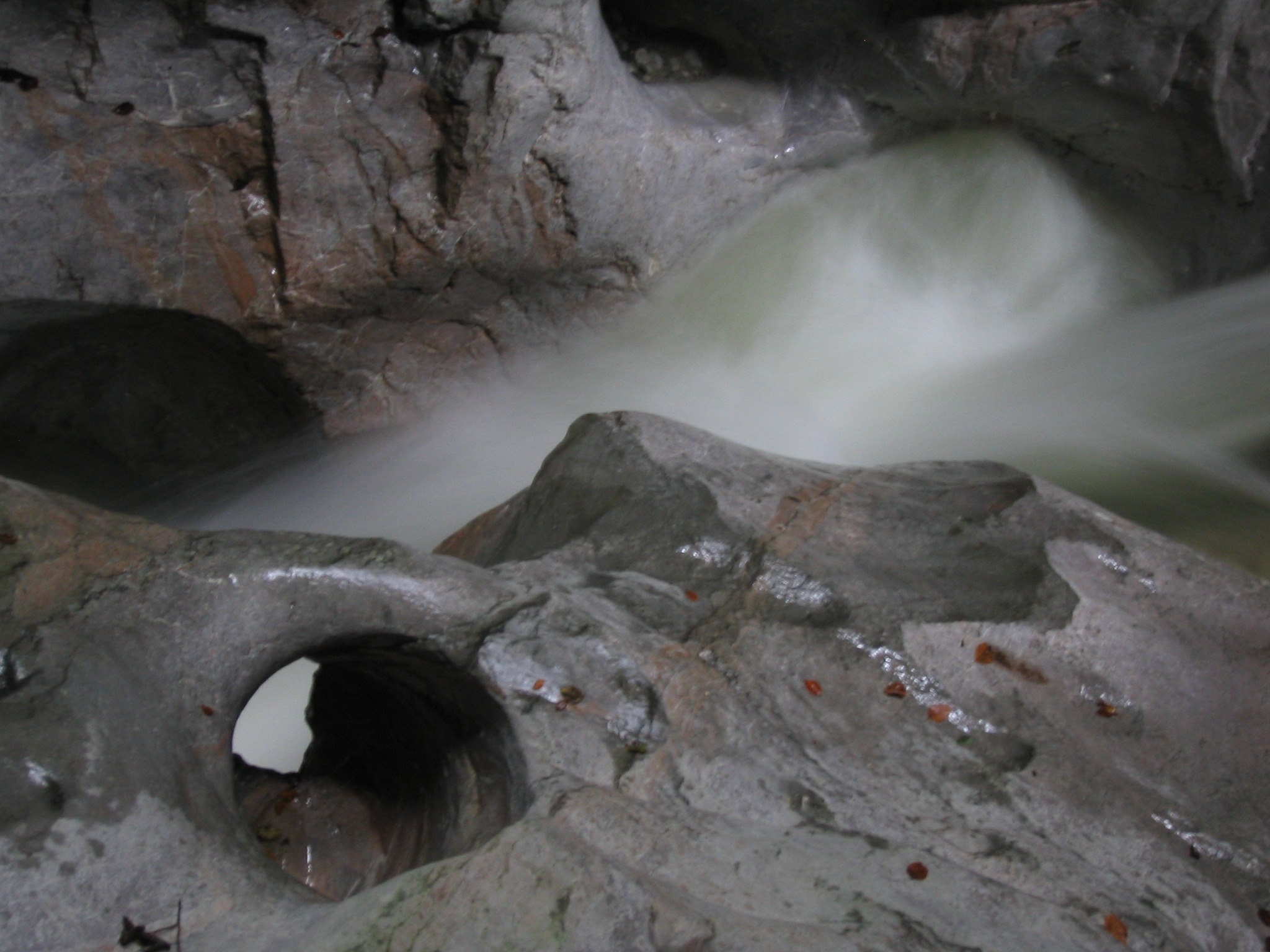
Seisenbergklamm
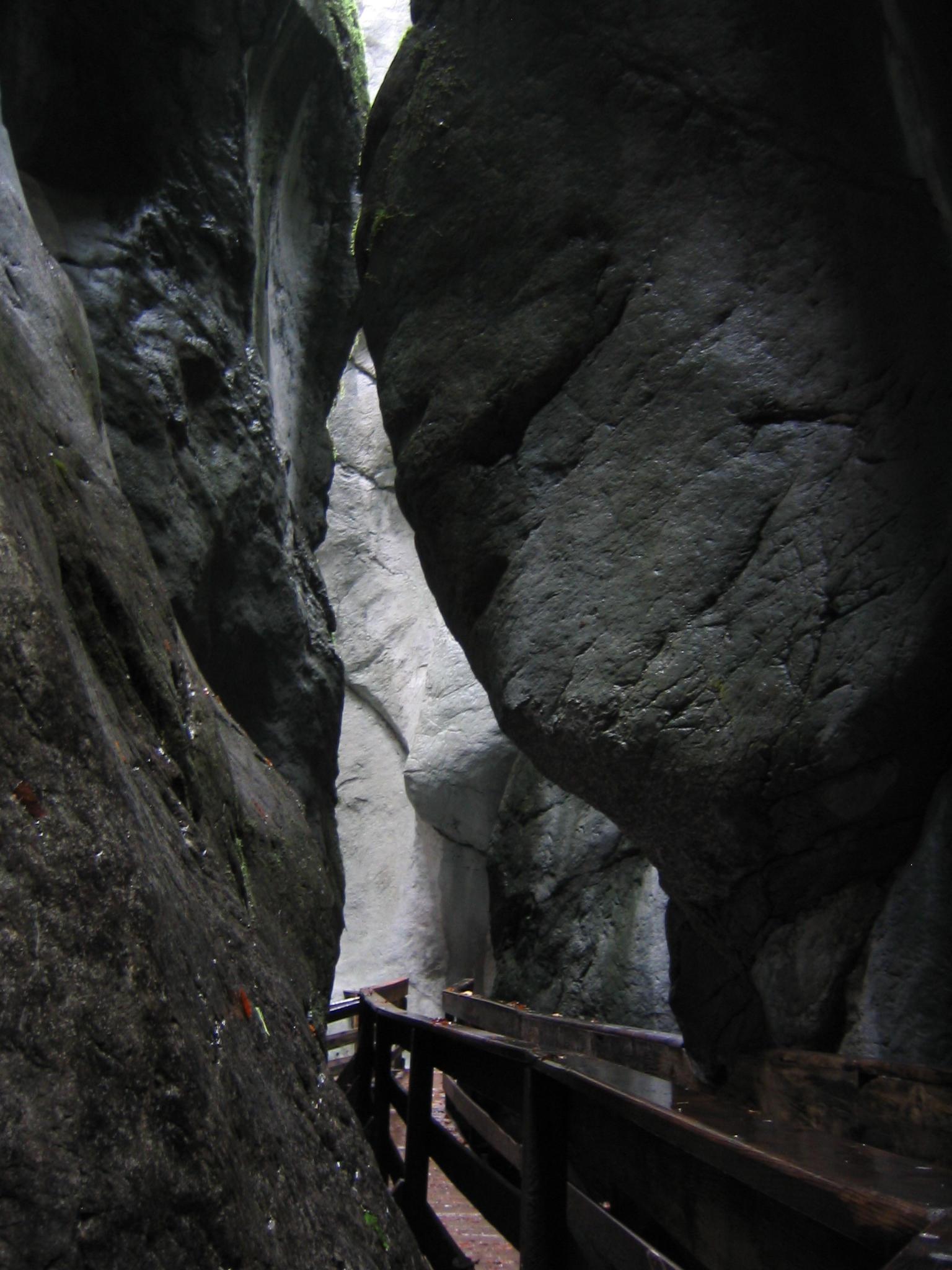
Seisenbergklamm